# Helen Gordon
Helen Gordon (Reino Unido, 10 de mayo de 1933 - 5 de julio de 2014) fue una nadadora británica especializada en pruebas de estilo braza, donde consiguió ser medallista de bronce olímpica en 1952 en los 200 metros.

## Carrera deportiva
En los Juegos Olímpicos de Helsinki 1952 ganó la medalla de bronce en los 200 metros estilo braza, con un tiempo de 2:57.6 segundos, tras las nadadoras húngaras Éva Székely y Eva Novak (plata con 2:54.4 segundos).